# 2012年ロンドンオリンピックの南アフリカ選手団
2012年ロンドンオリンピックの南アフリカ選手団（2012ねんロンドンオリンピックのみなみアフリカせんしゅだん）は、2012年7月27日から8月12日にかけてイギリスの首都ロンドンで開催された2012年ロンドンオリンピックの南アフリカ選手団、およびその競技結果。

## 概要
今大会は金メダル4個、銀メダル1個、銅メダル1個の合計6個のメダルを獲得した。

## メダル
| メダル | 選手名                                                                        | 競技   | 種目                   |
| ------ | ----------------------------------------------------------------------------- | ------ | ---------------------- |
| 金     | キャスター・セメンヤ                                                          | 陸上   | 女子800m               |
| 金     | キャメロン・ファンデルバーグ                                                  | 競泳   | 男子100m平泳ぎ         |
| 金     | チャド・レクロー                                                              | 競泳   | 男子200mバタフライ     |
| 金     | ジェームズ・トンプソン マシュー・ブリテイン ジョン・スミス シズウェ・ヌドロブ | ボート | 男子軽量級舵なしフォア |
| 銀     | チャド・レクロー                                                              | 競泳   | 男子100mバタフライ     |
| 銅     | ブリッテ・ハートリー                                                          | カヌー | 女子スプリントK-1 500m |